# Ремелье
Ремелье (порт. Remelhe) — район (фрегезия) в Португалии, входит в округ Брага. Является составной частью муниципалитета Барселуш. Находится в составе крупной городской агломерации Большое Минью. По старому административному делению входил в провинцию Минью. Входит в экономико-статистический субрегион Каваду, который входит в Северный регион.
Население составляет 1410 человек на 2001 год. Занимает площадь 5,18 км².